# Srnava
Srnava (en serbe cyrillique : Срнава) est un village de Bosnie-Herzégovine. Il est situé dans la municipalité de Vukosavlje et dans la république serbe de Bosnie. Selon les premiers résultats du recensement bosnien de 2013, il compte 452 habitants.

## Démographie

### Évolution historique de la population dans la localité
| 1948 | 1953 | 1961 | 1971 | 1981 | 1991 | 2013 |
| ---- | ---- | ---- | ---- | ---- | ---- | ---- |
| -    | -    | 692  | 797  | 852  | 880  | 452  |

|  |